# Тодор Мутевски
Тодор (Тонко) Иванов Мутевски е български просветен деец, общественик и революционер.

## Биография
Тодор Мутевски е роден в 1839 година в град Троян, тогава в Османската империя. Образованието си получава в родния град, в Търново, във Вършац, Австро-Унгария, и в Болград през 1859 година. Междувременно започва да преподава през 1854 година в Лесичарка и в Никопол. След Хаджиставрева буна от 1862 година е заподозрян за подбудител от османските власти и емигрира в Румъния. До 1866 година учителства в Галац. Автор е на брошурите „Отечество или старо огнища“ (Букурещ, 1862) и „Отечество, свобода или смърт“ (Белград, 1863). Заедно с Георги Сава Раковски изработват литографията „България 1866 година“ в 1865 година.
Завръща се в България през февруари 1867 година и става учител в Провадия. Издава „Поглед към народний въпрос. Писал Тонко И. Мутевский. Будим, Кралевска училищна книгопечатня“, „Припяство за народния успех. Казано от Тонка И. Мутевский“ (Букурещ, 1867) и „Календарче за 1870 г. Написано от Тонка И. Мутевска, а напечатано с иждивението на Т. Поповича“ (Русе, 1870). Сътрудничи на вестниците „Македония“ (1867-1869 г.), „Турция“(1869) и „Право“ (1870). По негова инициатива в Провадия започва изграждане на нова училищна сграда през 1869 година.
Включва се в революционното движение като подпомага четническото движение през 1867 - 1868 година, след което повторно бяга в Румъния. През Руско-турската война от 1877-1878 година е опълченец, а след освобождението на България е депутат в Народното събрание. Работи и като чиновник.
Присъединява се към Македонската организация и е делегат от Новозагорското дружество на Осмия македоно-одрински конгрес от 1901 година.
Умира през 1909 година в Нова Загора.